# مارتن جونسون هيد
مارتن جونسون هيد (بالإنجليزية: Martin Johnson Heade)‏ (11 أغسطس 1819 - 4 سبتمبر 1904) هو رسام أمريكي معروف بمناظره الطبيعية من المستنقعات المالحة، والمناظر البحرية، وصور الطيور الاستوائية (مثل الطيور الطنانة)، بالإضافة إلى أزهار اللوتس وغيرها من الكائنات الحية. يعتبر مؤرخو الفن أسلوبه وموضوعه في الرسم، رغم أنه مستمد من الرومانسية في ذلك الوقت، بمثابة خروج مهم عن نظرائه.